# Dansen met Delsing
Dansen met Delsing was een Nederlands radioprogramma van de VPRO dat op de publieke radiozender 3FM werd uitgezonden op zondagnacht van 12 uur tot 3 uur. Het programma bevat alternatieve dance en werd gepresenteerd door Tomas Delsing.
Delsing draaide elke week nieuwe dance-platen en iedere week was er een mix van een relevante dj of producer. Tevens was er aandacht voor live-opnamen en werden er maand- en jaarmixen uitgezonden gemaakt door DJ Sandeman.
Het programma moest ermee stoppen toen de nieuwe programmering van NPO 3FM per november 2016 van start ging.